# 约翰·麦格劳

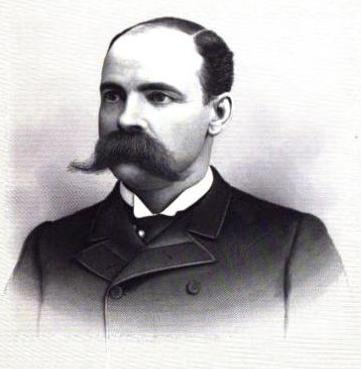

约翰·麦格劳（John McGraw，1850年—1910年），美国政治人物，共和党人。1893年1月9日至1897年1月11日担任华盛顿州州长，为华盛顿州第2任州长。

## 生平
约翰·麦格劳生于缅因州佩诺布斯科特县。1910年，因伤寒去世。